# 馬治薇
馬治薇（1983年5月17日—），臺灣政治人物，無黨籍，別名小馬，現任草傳媒節目主持人，曾任台灣民眾黨桃園市黨部發言人，於2024年參選桃園市第一選舉區立法委員選舉，未當選。

## 生平

### 記者
馬治薇原為《警政時報》記者，在2022年時曾替台灣民眾黨輔選。

### 加入草傳媒
在2024年10月1日，加入草傳媒當主持人。

### 黨籍
馬治薇在2023年4月加入了台灣民眾黨，5月6日更當上民眾黨桃園黨部發言人，在2024年1月6日被開除其黨籍及黨職。

### 被開除民眾黨籍
2024年1月6日，因涉嫌違反《反滲透法》被羈押禁見後，台灣民眾黨以違反相關廉政規範，並影響該黨聲譽情節重大為由開除其黨籍及黨職

## 踏入政治

### 立委選戰
2024立委選舉最終結果馬治薇挑戰，民進黨鄭運鵬、國民黨牛煦庭，以20,600票敗選。

### 從政方面
2023年4月，她因認同柯文哲之理念而決定加入民眾黨藉。
2023年6月，以民眾黨藉參選立法委員，而柯文哲用「刺客」形容馬治薇。但其過去曾與中華統一促進黨來往，統派背景使民眾黨最終未提名馬治薇，而她後以無黨籍參選，但仍被准許使用相關競選素材。

## 選舉紀錄
| 年度 | 選舉屆數             | 選舉區           | 所屬政黨 | 得票數 | 得票率 | 當選標記 | 備註 |
| ---- | -------------------- | ---------------- | -------- | ------ | ------ | -------- | ---- |
| 2024 | 第十一屆立法委員選舉 | 桃園市第一選舉區 | 無黨籍   | 20,600 | 8.56%  |          |      |

## 爭議

### 涉嫌違反《個人資料保護法》
馬治薇因為涉嫌在2023年4月、5月、10月及12月多次前往中國大陸，接受中國對台工作單位人士資助的泰達幣3萬多元（折合新臺幣100多萬元）作為選舉經費，違反《反滲透法》，在2024年1月5日被桃園地檢署檢察官聲請羈押禁見。
臺灣桃園地方法院召開聲押庭後，確認她受到「真實姓名不詳之大陸地區人民」資助參選立委、及傳送台灣情治人員資料和選情等訊息，涉犯《反滲透法》罪嫌重大，且有串供和毀滅證據可能，遂裁定羈押禁見。
同年3月，桃園地檢署偵查終結，檢調因認為馬治薇涉嫌違反個人資料保護法、反滲透法、國家安全法提起公訴。另外，因為馬治薇在偵查期間否認違反國家安全法等犯行，檢方認為馬犯後態度不佳，為謀私利，受境外敵對勢力、滲透來源資助超過新臺幣百萬元，參與立法委員選舉。因此建請法院處有期徒刑3年8月。經過5個月審判，桃園地院認馬治薇觸犯《個人資料保護法》判刑8個月，而在《國家安全法》及《反滲透法》則無罪，
。